# آدم إيه500
آدم إيه500  (بالإنجليزية: Adam A500)‏ هي طائرة تنفيذين بمحركين ذو مرواح توربينية. بمحركان أنتجت في الولايات المتحدة. من صناعة آدم لصناعة الطائرات. كان أول طيران لها في يوليو 11, 2002. صنع منها 2 طائرة.